# Sangre Chicana
Andrés Durán Reyes (nacido el 30 de noviembre de 1951) es un luchador profesional mexicano retirado más conocido por el nombre de Sangre Chicana. A lo largo de su carrera, Reyes ha trabajado en varias empresas del circuito independiente, tales como Asistencia Asesoría y Administración (AAA), Universal Wrestling Association (UWA) y aunque destaca su trabajo en el Consejo Mundial (Empresa Mexicana) de Lucha Libre (EMLL/CMLL).
Reyes hizo su debut en la lucha libre profesional en 1973, usando una máscara roja con una franja dorada, bajo el nombre de Lemus. Un año después cambió su nombre a Sangre Chicana pero mantuvo la máscara con la franja dorada. Saltó a la fama en una pelea con El Cobarde y Fishman que condujo a una Lucha de Máscara contra Máscara, en donde Reyes perdió su máscara.
En 2000, los hijos de Reyes "Lemus Jr." y "Sangre Chicana Jr." debutaron en la lucha profesional seguidos de Sangre Imperial, Hijo de Sangre Chicana e hijas Lady Chicana, Lluvia y La Hiedra.

## Carrera
Andrés Reyes hizo su debut en la lucha profesional en julio de 1973 como el personaje enmascarado de Lemus. Menos de un año después de su debut, se vio obligado a quitarse la máscara, ya que perdió una Lucha de Apuesta ante El Canek y tuvo que quitarse la máscara según las tradiciones de la Lucha Libre. No mucho después de su pérdida de máscara, Reyes comenzó a trabajar como el personaje enmascarado como Sangre Chicana, Chicana llevaba la misma máscara que él mientras luchaba como Lemus; Esto fue posible porque comenzó a luchar fuera de su estado natal y en ese momento la información no viajaba tan rápido.
Después de luchar bajo una máscara durante algunos años, finalmente ganó notoriedad cuando comenzó una pelea con Fishman y El Cobarde. Esta disputa llevó a otra Lucha de Apuesta, esta vez entre los tres hombres, un combate que ganó Fishman, desenmascarando a Sangre Chicana. La pérdida de la máscara fue el primer paso para que Sangre Chicana se convirtiera en un luchador titular al derrotar a José Luis Mendieta el 19 de noviembre de 1977, para ganar el Campeonato Nacional de Peso Medio, solo dos meses después de haber sido desenmascarado. Abandonó el campeonato en 1979, pero la razón de las vacaciones no está clara. Sostuvo el Campeonato Mundial de Peso Medio de la NWA dos veces en 1980-1981, derrotando a Cachorro Mendoza y Tony Salazar para ganar el título y lo perdió ante Ringo Mendoza el 3 de abril de 1981. En 1982 celebró brevemente el Campeonato Internacional de Peso Pesado Juvenil de la NWA durante 19 días. En 1982, Chicana saltó a la Universal Wrestling Association (UWA), donde reanudó su enemistad con Fishman, intercambiando el Campeonato Mundial de Peso Semicompleto de la UWA cuatro veces en total durante un período de 16 meses.
Cuando regresó a la Empresa Mexicana de Lucha Libre, se asoció con Cien Caras, derrotando a Ringo y Cachorro Mendoza para ganar el Campeonato Nacional en Parejas, un título que tendrían hasta que Rayo de Jalisco y Tony Benetto se lo ganaron. Entre 1989 y 1990, Sangre Chicana celebró el Campeonato Peso Ligero de la WWF promovido por la UWA en dos ocasiones.
Cuando la chicana doblada de la UWA trabajó a tiempo completo para el Consejo Mundial de Lucha Libre (CMLL; anteriormente EMLL), donde se unió con Bestia Salvaje y Emilio Charles, Jr. por un reinado del Campeonato Mundial de Tríos del CMLL. A fines de la década de 1990, Sangre Chicana dejó CMLL y comenzó a trabajar para la AAA, donde derrotó a Máscara Sagrada II para ganar el Campeonato Nacional de Peso Semicompleto. Su carrera con el título duró 715 días, desde el 16 de mayo de 1998 hasta el 30 de abril de 2000, cuando perdió el cinturón ante Latin Lover. El 20 de agosto de 2004, Chicana ganó el Campeonato Peso Pesado de las Américas de AAA, un título que se mantuvo hasta que dejó AAA. Si bien aún figura como el campeonato actual, el título técnicamente ha estado inactivo desde que Chicana dejó la promoción. En los últimos años, Sangre Chicana solo ha trabajado fechas selectas en el circuito independiente mexicano, a menudo junto con su hijo Sangre Chicana Jr.
El 12 de agosto de 2019, Chicana se retiró definitivamente de la lucha libre con una lucha de apuesta ante El Satánico donde salió derrotado.

## Campeonatos y logros
- Asistencia Asesoría y Administración
  - Campeonato de Peso Completo de las Américas de la AAA (1 vez)
  - Campeonato Nacional de Peso Semicompleto (1 vez)

- Empresa Mexicana de Lucha Libre / Consejo Mundial de Lucha Libre
  - Campeonato Mundial de Tríos del CMLL (1 vez) – con Bestia Salvaje & Emilio Charles, Jr.
  - Campeonato Nacional de Peso Medio (1 vez)
  - Campeonato Nacional en Parejas (1 vez) – con Cien Caras
  - Salvador Lutteroth Trios Tournament – con Bestia Salvaje y Emilio Charles, Jr.

- Universal Wrestling Association
  - Campeonato Mundial de Peso Semicompleto de la UWA (2 veces)
  - Campeonato Peso Ligero de la WWF (2 veces)